# Jiří Hradec (hudebník)
Jiří Hradec (* 30. prosince 1947) je český hudební skladatel, aranžér a interpret. Od roku 1973 člen beatové skupiny Extempore, od 80. let 20. století člen country skupiny Kardinálové a diskotékové skupiny MAXIMUM Petra Hanniga, příležitostný hudebník Orchestru Ferdinanda Havlíka v divadle Semafor.
Byl jedním z prvních skladatelů, kteří se technicky začali spoléhat na vlastní možnosti a již v roce 1980 si sestavil vlastní nahrávací studio. Od roku 1983 se tyto nahrávky stávají součástí některých rozhlasových a televizních pořadů. Ve svém domácím hudebním studiu umožnil pořízení nahrávek skupinám Laura a její tygři, Karamel, Garáž, Peterka a spol. nebo Katapult, později remasteroval i řadu alb skupiny The Plastic People of the Universe. Získané zkušenosti zúročil koncem 80. let, když v časopise Melodie publikoval od května 1988 do prosince 1989 seriál Domácí studio o nahrávání profesionální hudby v neprofesionálních podmínkách.

## Tvorba
Jeho dohledatelná písňová tvorba není rozsáhlá, specializoval se spíše na tvorbu hudebních znělek, předělů a upoutávek (jinglů) především pro Československou televizi, resp. Českou televizi. Zvuk jeho hudby je výrazně elektronický (bicí, elektrofonické klávesy, syntezátory) za použití nepřírodních motivů a zvuků a lze se domnívat, že zejména u tvorby pro ČST po roce 1989 jde o vymezení se vůči předešlé době, kdy většina pořadů měla hudbu komponovanou pro skutečné hudebníky.
- hudební motivy pro Československou televizi: pořady Maják, Debata, Duel, Tutovka, Co je to, Trh - obchod - finance, Auto-moto revue atd., znělky a předěly pro většinu zpravodajských pořadů a některé publicistické pořady
- hudební motivy pro rozhlasovou stanici Rádio ECHO
- písně Zrychlený tep (zpěv Jakub Smolík), Počítá (zpěv Martina Formanová), Tak běž, My dva si máme dál co říct (oboje zpěv Petra Černocká), Hádej (zpěv Dalibor Janda), Je to past (zpěv Lucie Bílá)
- hudba pro recesistickou píseň Starý gramofon (zpívá 13 pražských diskžokejů)
- hudba pro pětidílné album Preventivní výchova (14 písní, zpěv Bambini di Praga)

## Spor s OSA
Od roku 1990 je ve sporu s ochranným svazem autorským, který podle něj řadu let fungoval souběžně pod různými právními subjektivitami za účelem falšování a zastírání přijatých tantiém - jen on sám do OSA zaregistroval na 300 skladeb a následně vymáhal tantiémy v řádu desítek milionů korun: ČST i ČT sice ve prospěch OSA řádně odváděly poplatky za užití hudebních děl mnohokrát denně, nicméně OSA je autorům hudby nezasílala a tvrdila, že krátké jingly nejsou autorsky chránitelné. Hradec se vymezuje zejména proti praktikám Petra Jandy a jeho bratrance Luboše Andršta ve vedení OSA, proti amatérismu Pavla Chrastiny či proti „legalizaci organizovaného zločinu“ mj. pozdějším ministrem kultury Václavem Riedlbauchem. Kvůli tantiémám, a později také kvůli ochraně osobnosti, vedl Hradec vůči OSA v letech 1993 - 2006 soudní spory. Ty byly zkomplikované mj. opakovanou ztrátou spisů ze soudní budovy, přesouváním agendy mezi jednotlivými soudy nebo nejednoznačností samotné právní existence OSA.
Podle něho byl spor o desítky milionů korun také důvodem, proč byl podrobován několik let stálým policejním perlustracím a sledování, které ukončilo až rozpuštění některých policejních týmů za působení ministra vnitra Františka Bublana. Zároveň podle něj žaloba z roku 1995 vedla k tomu, že Česká televize následující rok rychle stáhla většinu pořadů užívajících jeho hudbu a nahradila je jinými.